# Abamełykowe
Abamełykowe (ukr. Абамеликове) – stacja kolejowa w miejscowości Petriwka, w rejonie podolskim, w obwodzie odeskim, na Ukrainie. Położona jest na linii Żmerynka – Odessa.

## Historia
Stacja powstała w XIX w. na kolei odesko-kijowskiej, pomiędzy stacjami Słobodka i Kodyma. Nazwana została na cześć właściciela tutejszych dóbr księcia Abamelika.